# Arve Tellefsen
Arve Tellefsen, född den 14 december 1936 i Trondheim, är en norsk violinist. Han räknas som en av sitt lands främsta musiker i modern tid. Han har framträtt som solist med ett antal av världens ledande orkestrar och dirigenter.

## Biografi

### Bakgrund
Tellefsen växte upp i Trondheim med mor, far och två syskon. Han började i sexårsåldern på Trondheims musikskola (hos Arne Stoltenberg). Föräldrarna vill att han skulle lära sig ett riktigt instrument, som ersättning för hans tidiga intresse för munspel.
I 19 års ålder inledde Tellefsen studier vid Musikkonservatoriet i Köpenhamn, under Henry Holst, där han kvarstod fram till 1959. Därifrån fortsatte musikstudierna under 16 månaders tid i New York 1960–1961, hos Ivan Galamian.
I tidiga år spelade Tellefsen fotboll hos Rosenborg.

### Karriär
1956 vann Tellefsen Prinsessan Astrids musikpris, där priset bestod av en debut som violonist i Universitetets aula i Oslo – genomförd 1959 med Brahms violinkonsert och tillsammans med Oslo Filharmoniske Orkester. Fem dagar senare inleddes hans egentliga solistkarriär, med pianisten Robert Levin som acckompanjatör.
Därefter har Tellefsen framträtt på en mängd stora scener i Europa, USA och Kina. Utöver i Norden har han varit mest verksam i England. Hans repertoar har tonvikt på norsk musik, inklusive av namn som Grieg, Valen, Nordheim, Skouen, Thommessen, Bull och Garbarek. Violinkonserter av Sjostakovitj, Nielsen, Sibelius, Bruch och Beethoven har också återkommande stått på programmet. 
1970–1975 var han förste konsertmästare i Sveriges Radios symfoniorkester och samarbetade då nära med dirigenten Sergiu Celibidache. 1977–1981 innehade han motsvarande befattning hos Wiener Symphoniker under dirigenten Carlo Maria Giulini.

### Andra aktiviteter, erkännande, stil
Tellefsen var den förste professorn i violin vid Norges Musikhögskola, när lärosätet bildades 1973. Utlandskarriären ledde dock till att han frånsade sig tjänsten redan året efter. Senare återkom han dock till skolan 1983–1992. Han är sedan 1988 ledamot av Kungliga Musikaliska Akademien.
1989 grundade Tellefsen Oslo Kammermusikk Festival. Denna har därefter arrangerats årligen från mitten av augusti månad.
Tellefsen utsågs 1994 till hedersmedborgare i Trondheim. 2005 utnämndes han, för sina insatser för norskt musikliv, till Kommandør med stjerne av Den Kongelige Norske St. Olavs Orden. På senare år har intresse väckts för att resa en staty över honom i hemstaden Trondheim.
1973 mottog Tellefsen Edvard Grieg-prisen, baserat på framföranden av Edvard Griegs tre violinsonater. Han har i spelat in minst ett 30-tal skivor; dessa har i Norge sålts i över en halv miljon CD-skivor, vilket inbringat tre stycken Spellemannspriser.
Bland Tellefsens musikaliska förebilder finns Jascha Heifetz, Yehudi Menuhin och David Ojstrakh. Den svenska tenoren Jussi Björling har inspirerat honom till en "nordisk ton", vilket Tellefsen bland annat försökt nå fram till i favoritverket Jean Sibelius violinkonsert.